# Stelios Stylianidīs
Stelios Stylianidīs (in greco: Στέλιος Στυλιανίδης; 2 maggio 1970) è un ex calciatore cipriota, di ruolo attaccante.

## Carriera

### Club
Ha trascorso tutta la carriera in club ciprioti.

### Nazionale
Ha giocato 2 partite per la Nazionale cipriota nel 2001.